# أندرو دايموند (مؤرخ)
أندرو دايموند (بالإنجليزية: Andrew Diamond)‏ هو مؤرخ أمريكي، ولد في 1 نوفمبر 1967 في بوسطن في الولايات المتحدة.